# ميليسا ميتكالف
ميليسا ميتكالف (بالإنجليزية: Melissa Metcalf)‏ هي لاعبة جمباز فني أمريكية، ولدت في 22 فبراير 1996 في ميسا في الولايات المتحدة.